# Zlaté maliny za rok 2008
29. výroční Zlatá malina byla vyhlášena v Barnsdall Gallery Theatre v Hollywoodu 21. února 2009. Nominace byly oznámeny 21. ledna 2008, nejvíce nominací, sedm, obdržel film Guru lásky, který se nakonec získal tři sošky.
Výsledky byly založeny na hlasování zhruba 650 novinářů, filmových fanoušků a filmových profesionálů z dvaceti zemí.
Paris Histon získala hned tři sošky, stejně jako v předchozím ročníku Eddie Murphy. Uwe Boll obdržel sošku za nejhoršího režiséra roku a také ocenění za nejstrašnější kariéru.

## Nominace
| Kategorie                                          | Nominace (vítěz tučně)                                                                            |
| -------------------------------------------------- | ------------------------------------------------------------------------------------------------- |
| Nejhorší film                                      | Guru lásky (Paramount)                                                                            |
| Nejhorší film                                      | Disaster Movie (Lionsgate) a Tohle je Sparta! (20th Century Fox) (společně)                       |
| Nejhorší film                                      | Stalo se (20th Century Fox)                                                                       |
| Nejhorší film                                      | Kráska a Ošklivka (Regent Releasing)                                                              |
| Nejhorší film                                      | Ve jménu krále (Boll KG/Brightlight Pictures)                                                     |
| Nejhorší herec                                     | Mike Myers ve filmu Guru lásky                                                                    |
| Nejhorší herec                                     | Mark Wahlberg ve filmech Stalo se a Max Payne                                                     |
| Nejhorší herec                                     | Larry the Cable Guy ve filmu Neplodná obrana                                                      |
| Nejhorší herec                                     | Eddie Murphy ve filmu Seznamte se s Davem                                                         |
| Nejhorší herec                                     | Al Pacino ve filmech 88 minut a Oprávněné vraždy                                                  |
| Nejhorší herečka                                   | Paris Hilton ve filmu Kráska a Ošklivka                                                           |
| Nejhorší herečka                                   | Jessica Alba ve filmech Oko a Guru lásky                                                          |
| Nejhorší herečka                                   | Cameron Diaz ve filmu Mejdan v Las Vegas                                                          |
| Nejhorší herečka                                   | Kate Hudson ve filmech Bláznovo zlato a Kamarádova holka                                          |
| Nejhorší herečka                                   | Obsazení filmu Ženy (Annette Bening, Eva Mendes, Debra Messing, Jada Pinkett Smith a Meg Ryanová) |
| Nejhorší herec ve vedlejší roli                    | Pierce Brosnan ve filmu Mamma Mia!                                                                |
| Nejhorší herec ve vedlejší roli                    | Uwe Boll (jako Uwe Boll) ve filmu Postal                                                          |
| Nejhorší herec ve vedlejší roli                    | Ben Kingsley ve filmech Guru lásky, Bláznovství a Válka a. s.                                     |
| Nejhorší herec ve vedlejší roli                    | Burt Reynolds ve filmech Gambler a Ve jménu krále                                                 |
| Nejhorší herec ve vedlejší roli                    | Verne Troyer ve filmech Guru lásky a Postal                                                       |
| Nejhorší herečka ve vedlejší roli                  | Paris Hilton ve filmu Repo: Genetická opera!                                                      |
| Nejhorší herečka ve vedlejší roli                  | Carmen Electra ve filmech Disaster Movie a Tohle je Sparta!                                       |
| Nejhorší herečka ve vedlejší roli                  | Kim Kardashian ve filmu Disaster Movie                                                            |
| Nejhorší herečka ve vedlejší roli                  | Jenny McCarthy ve filmu Neplodná obrana                                                           |
| Nejhorší herečka ve vedlejší roli                  | Leelee Sobieski ve filmu 88 minut a Ve jménu krále                                                |
| Nejhorší pár na plátně                             | Paris Hilton a buď Christine Lakin, nebo Joel David Moore ve filmu Kráska a Ošklivka              |
| Nejhorší pár na plátně                             | Uwe Boll a "jakýkoliv herec, kamera nebo scénář"                                                  |
| Nejhorší pár na plátně                             | Cameron Diaz a Ashton Kutcher ve filmu Mejdan v Las Vegas                                         |
| Nejhorší pár na plátně                             | Larry the Cable Guy a Jenny McCarthy ve filmu Neplodná obrana                                     |
| Nejhorší pár na plátně                             | Eddie Murphy ve filmu Seznamte se s Davem                                                         |
| Nejhorší prequel, remake, rip-off nebo pokračování | Indiana Jones a království křišťálové lebky (Paramount)                                           |
| Nejhorší prequel, remake, rip-off nebo pokračování | Den, kdy se zastavila Země (20th Century Fox)                                                     |
| Nejhorší prequel, remake, rip-off nebo pokračování | Disaster Movie (Lionsgate) a Tohle je Sparta! (20th Century Fox)                                  |
| Nejhorší prequel, remake, rip-off nebo pokračování | Speed Racer (Warner Bros.)                                                                        |
| Nejhorší prequel, remake, rip-off nebo pokračování | Star Wars: Klonové války (Warner Bros.)                                                           |
| Nejhorší režisér                                   | Uwe Boll za filmy Tunelové krysy, Ve jménu krále, a Postal                                        |
| Nejhorší režisér                                   | Marco Schnabel za film Guru lásky                                                                 |
| Nejhorší režisér                                   | Jason Friedberg a Aaron Seltzer za filmy Disaster Movie a Tohle je Sparta!                        |
| Nejhorší režisér                                   | Tom Putnam za film Kráska a Ošklivka                                                              |
| Nejhorší režisér                                   | M. Night Shyamalan za film Stalo se                                                               |
| Nejhorší scénář                                    | Guru lásky, napsal Mike Myers & Graham Gordy                                                      |
| Nejhorší scénář                                    | Disaster Movie a Tohle je Sparta!, (společně) Jason Friedberg & Aaron Seltzer                     |
| Nejhorší scénář                                    | Stalo se, napsal M. Night Shyamalan                                                               |
| Nejhorší scénář                                    | Kráska a Ošklivka, napsala Heidi Ferrer                                                           |
| Nejhorší scénář                                    | Ve jménu krále, scénář Doug Taylor                                                                |
| Nejhorší kariérní výkon                            | Uwe Boll ("německá odpověď na Eda Wooda")                                                         |